# Außenbürgerschaft
Als Außenbürgerschaft (mancherorts auch als Landbezirk bezeichnet) wurde insbesondere im Bergischen Land und dem Rheinland das ländliche Umland einer Stadt mit seinen Höfen, Wohnplätzen und Kotten bezeichnet, das zwar in der Regel eine gemeinsame Verwaltung und einen ungetrennten Haushalt mit der Stadt besaß, dennoch eine eigene statistische Einheit darstellte und nicht originärer Teil der Stadt war. Die Bewohner der Außenbürgerschaft wurden auch als Außenbürger bezeichnet. Außenbürgerschaften sind ab dem Mittelalter belegt.

## Beschreibung
Mit Verleihung des Freiheit- oder Stadtrechts an bevölkerungsreiche und wirtschaftlich wie strategisch wichtige Orte gewannen diese im Mittelalter und der frühen Neuzeit an Privilegien und erhielten eine stärkere Rechtsposition gegenüber der Landesherrschaft. Mit dem Stadtrecht war oft auch das Recht auf eine Umfriedung mit einer Stadtmauer verbunden. Die außerhalb der Stadtmauer und -grenze umliegenden Wohnplätze gehörten zwar häufig demselben Kirchspiel an (mit der Kirche meist innerhalb der Stadt), erlangten diese Rechtsstellung dagegen aber nicht.
Da diese Gebiete dennoch lokal verwaltet werden mussten, übernahm dies der Bürgermeister, der Rat und die Verwaltung der Stadt. Daraus resultierte ein Verbund von eigentlichem Stadtbezirk und einer umgebenden Außenbürgerschaft, die sich beide rechtlich und statistisch unterschieden, obwohl sie unter einheitlicher Verwaltung standen. Die Außenbürgerschaften waren dabei üblicherweise in Rotten, Hon- / Bauerschaften und später Sektionen unterteilt.
Mit der 1854 durchgeführten, aber letztendlich gescheiterten Gemeinde-Ordnung für den Preußischen Staat, wurde mancherorts für den Verbund von Stadt und Außenbürgerschaft der Begriff Sammtgemeinde eingeführt. Außenbürgerschaften bestanden bis etwa zwischen Mitte und Ende des 19. Jahrhunderts, erst dann wurde die Unterscheidung zwischen Stadtbezirk und Außenbürgerschaft bzw. Landbezirk aufgehoben und alles einem gemeinsamen erweiterten Stadtgebiet zugeordnet.
Beispiele für Außenbürgerschaften waren:
- Außenbürgerschaft Barmen
- Außenbürgerschaft Düsseldorf
- Außenbürgerschaft Gräfrath
- Außenbürgerschaft Hückeswagen
- Außenbürgerschaft Mettmann
- Außenbürgerschaft Köln
- Außenbürgerschaft Lennep (1277 gebildet)
- Außenbürgerschaft Ratingen
- Außenbürgerschaft Ronsdorf
- Außenbürgerschaft Solingen